# C-VM i håndbold 1980 (mænd)
C-Verdensmesterskabet i håndbold for mænd 1980 var det tredje C-VM i håndbold for mænd, og turneringen med deltagelse af ti hold afvikledes på Færøerne i perioden 2. – 9. februar 1980. Turneringen fungerede som kvalifikation til B-VM 1981, og holdene spillede om fire ledige pladser ved B-VM.
Turneringen blev vundet af Norge, som sammen med Frankrig, Østrig og Israel kvalificerede sig til B-VM.

## Resultater
De ti deltagende hold var inddelt i to grupper med fem hold i hver, og i hver gruppe spillede holdene en enkeltturnering alle-mod-alle. De to gruppevindere gik direkte videre til finalen, mens toerne gik videre til bronzekampen. Treerne spillede videre i kampen om 5.-pladsen, firerne spillede om 7.-pladsen, mens femmerne måtte tage til takke med at spille om 9.-pladsen.

### Indledende runde

#### Gruppe A
| Dato | Kamp                  | Res.  | Pause | Spillested |
| ---- | --------------------- | ----- | ----- | ---------- |
| 2.2. | Østrig – Luxembourg   | 22–16 | 12-40 | Klaksvík   |
| 2.2. | Italien – Færøerne    | 24–23 |       | Tórshavn   |
| 3.2. | Østrig – Færøerne     | 27–18 | 16-60 | Klaksvík   |
| 3.2. | Norge – Luxembourg    | 25–11 |       | Tórshavn   |
| 4.2. | Norge – Italien       | 26–13 | 12-50 | Klaksvík   |
| 4.2. | Færøerne – Luxembourg | 21–17 | 8-7   | Tórshavn   |
| 6.2. | Norge – Færøerne      | 24–17 | 14-10 | Klaksvík   |
| 6.2. | Østrig – Italien      | 24–18 | 11-70 | Tórshavn   |
| 7.2. | Norge – Østrig        | 18–15 | 10-80 | Tórshavn   |
| 7.2. | Luxembourg – Italien  | 16–13 |       | Klaksvík   |

| Gruppe     | Kampe | Mål   | Point |
| ---------- | ----- | ----- | ----- |
| Norge      | 4     | 93-56 | 8     |
| Østrig     | 4     | 88-70 | 6     |
| Færøerne   | 4     | 79-92 | 2     |
| Luxembourg | 4     | 60-81 | 2     |
| Italien    | 4     | 68-89 | 2     |

#### Gruppe B
| Dato | Kamp                      | Res.  | Pause | Spillested |
| ---- | ------------------------- | ----- | ----- | ---------- |
| 2.2. | Israel – Belgien          | 18–15 |       |            |
| 2.2. | Portugal – Storbritannien | 28–10 |       |            |
| 3.2. | Israel – Storbritannien   | 37–17 |       |            |
| 3.2. | Frankrig – Belgien        | 20–22 |       |            |
| 4.2. | Frankrig – Portugal       | 18–17 | 10-10 |            |
| 4.2. | Belgien – Storbritannien  | 24–17 | 14-10 |            |
| 6.2. | Frankrig – Storbritannien | 48–80 |       |            |
| 6.2. | Israel – Portugal         | 26–19 | 15-70 |            |
| 7.2. | Frankrig – Israel         | 20–18 |       | Vágur      |
| 7.2. | Portugal – Belgien        | 30–20 |       |            |

| Gruppe         | Kampe | Mål     | Point |
| -------------- | ----- | ------- | ----- |
| Frankrig       | 4     | 106-650 | 6     |
| Israel         | 4     | 99-71   | 6     |
| Portugal       | 4     | 94-74   | 4     |
| Belgien        | 4     | 81-85   | 4     |
| Storbritannien | 4     | 052-137 | 0     |

### Placerings- og finalekampe
| Dato               | Kamp                     | Res.               | Pause              | Spillested         |
| Kamp om 9.-pladsen | Kamp om 9.-pladsen       | Kamp om 9.-pladsen | Kamp om 9.-pladsen | Kamp om 9.-pladsen |
| ------------------ | ------------------------ | ------------------ | ------------------ | ------------------ |
| 9.2.               | Italien – Storbritannien | 31–17              |                    |                    |
| Kamp om 7.-pladsen |                          |                    |                    |                    |
| 9.2.               | Belgien – Luxembourg     | 25–19              |                    |                    |
| Kamp om 5.-pladsen |                          |                    |                    |                    |
| 9.2.               | Portugal – Færøerne      | 34–25              |                    |                    |
| Bronzekamp         |                          |                    |                    |                    |
| 9.2.               | Østrig – Israel          | 25–20              | 11-10              | Klaksvík           |
| Finale             |                          |                    |                    |                    |
| 9.2.               | Norge – Frankrig         | 21–19              |                    |                    |

### Samlet rangering
| Samlet rangering | Samlet rangering |
| ---------------- | ---------------- |
| 1.               | Norge            |
| 2.               | Frankrig         |
| 3.               | Østrig           |
| 4.               | Israel           |
| 5.               | Portugal         |
| 6.               | Færøerne         |
| 7.               | Belgien          |
| 8.               | Luxembourg       |
| 9.               | Italien          |
| 10.              | Storbritannien   |